# Acerbo nimis

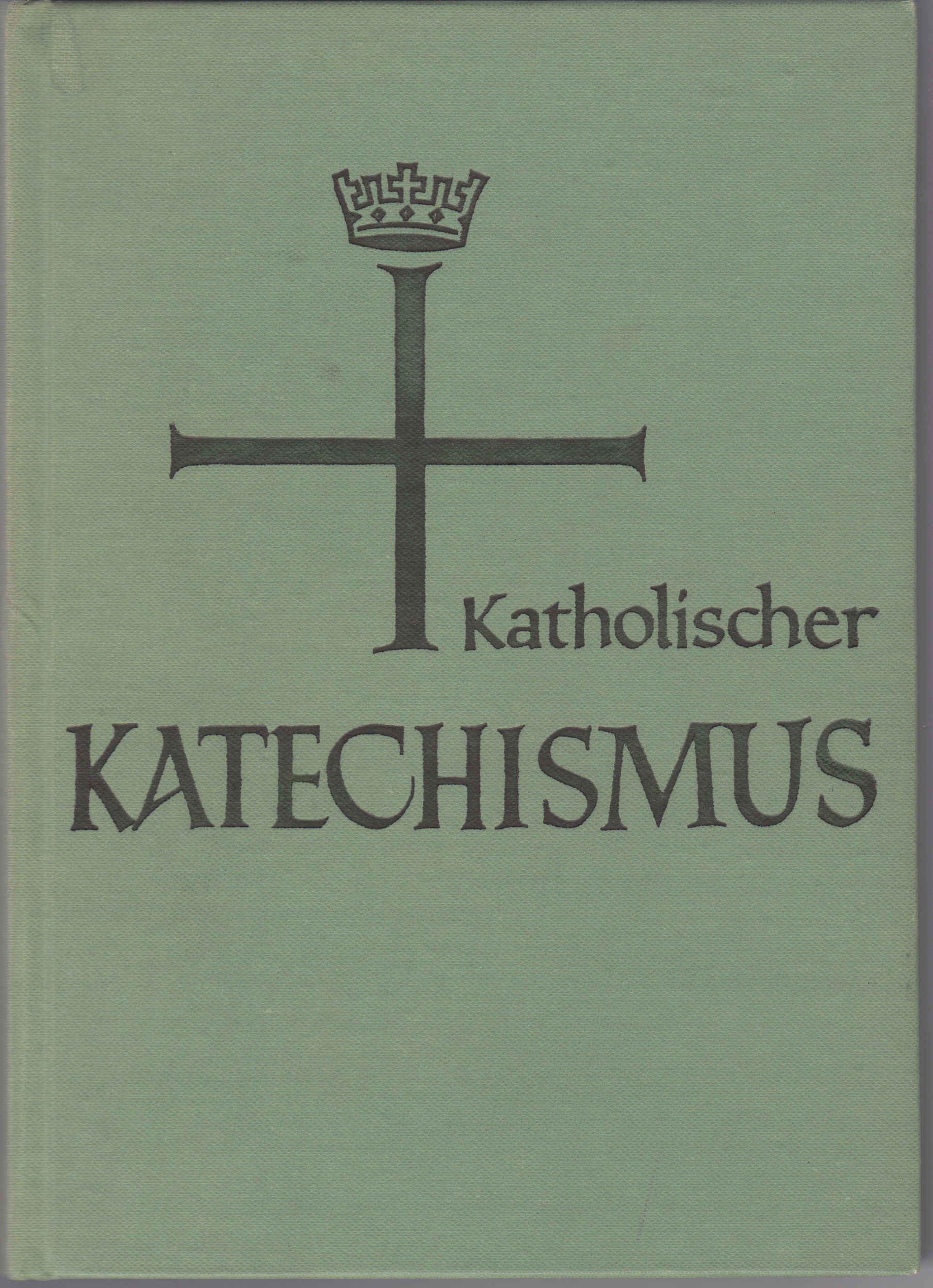
Katholischer Katechismus der Bistümer Deutschlands (1959)

Acerbo nimis ist eine Enzyklika von Papst Pius X., sie datiert vom 15. April 1905 und trägt den Untertitel: „Über den Unterricht in der christlichen Glaubenslehre“.

## Weitergabe des Glaubens
In Acerbo nimis brachte Papst Pius X. seine Sorge zum Ausdruck, dass religiöses Unwissen der Hauptgrund für das Entstehen der schweren Übel auf der Welt sei. Der Papst forderte deshalb, dass sich die Katechese an der Lehre der römisch-katholischen Kirche ausrichten müsse. Die Lehrsätze seien, so unterstreicht er, für die menschliche Denkfähigkeit und für die Erleuchtung unersetzlich.

## Religionsunterricht
Der Religionsunterricht sei, so schrieb Pius X., wie er bereits in seiner Antrittsenzyklika E supremi apostolatus erwähnte habe, eine Sorge des Hirten und habe hohen Wert und große Bedeutung. Als erste Pflicht des Hirtenamtes legte der Papst die Verkündigung des Evangeliums und der Lehre dar und legte in 24 Punkten einige Bestimmungen zur Unterweisung der Jugend, der Vorbereitung auf den Empfang der Sakramente, die Gründung einer Vereinigung zur Katechese in jeder Pfarrei, die Gründung von Religionsschulen in größeren Städten und das Halten regelmäßiger Katechesen in den Gemeinden nieder.

## Katechese und Homilie
In seiner Enzyklika beklagte der Papst die Vernachlässigung der Katechese seitens der Gläubigen. Allein ihrem Wesen nach sei es nicht einfach, auf theoretischer Ebene, den Glaubenden ein angemessenes Verständnis der Wahrheiten der Religion zu vermitteln. Er führte weiter aus, dass es auch für die Geistlichen nicht einfach sei, angemessene Formulierungen für die heiligen Inhalte zu finden. Pius X. unterstreicht, dass Homilien und Katechese nicht das Gleiche seien, insofern als die Homilie meistens an bereits katechisierte Menschen gerichtet sei, während die katechetische Lehre denjenigen gewidmet würde, die in Unkenntnis von Glaubensfragen sind, hier nannte er insbesondere die Kinder. Tatsache jedoch sei, so sagte er, dass viele Priester und Bischöfe Sonntag für Sonntag sich an ganze Pfarreien wenden, die nicht katechisiert seien. Ebenso gäbe es viele Pfarreien, in denen Sonntag für Sonntag die Homilien der Pfarrer – obwohl stilvoll formuliert – so derart inhaltslos seien, dass sie ganze Gruppen des Gottesvolkes ohne Anweisungen über die ewigen Wahrheiten lassen.
Nach der Veröffentlichung dieser Enzyklika veröffentlichte Pius X. 1905 einen Katechismus für das Bistum Rom, der in seiner Art nach wie vor beispielhaft ist.